# Vito Saccomandi
Vito Saccomandi (Teramo, 23 marzo 1939 – Perugia, 8 ottobre 1995) è stato un agronomo e politico italiano.

## Biografia
Nato a Teramo nel 1939, è cresciuto tra Isola del Gran Sasso e San Benedetto del Tronto si è diplomato presso l'Istituto Tecnico Agrario Celso Ulpiani di Ascoli Piceno nel 1958 e si è laureato in Agraria all'Università Cattolica del Sacro Cuore nel 1962. Allievo di Manlio Rossi Doria presso la Scuola di Portici, è stato, tra l'altro, uno stretto collaboratore del politico Giovanni Marcora, oltre che professore ordinario di economia dei mercati agricoli presso l'università di Perugia, fondatore del Ce.S.A.R. (Centro per lo Sviluppo Agricolo e Rurale), capo di gabinetto aggiunto del commissario europeo Lorenzo Natali e direttore generale del Ministero dell'Agricoltura e delle Foreste.
Dal 1990 al 1991, durante il sesto governo Andreotti, ha ricoperto l'incarico di Ministro dell'agricoltura e delle foreste. Accademico corrispondente dell'Accademia dei Georgofili.
È deceduto l'8 ottobre del 1995 ed è stato tumulato nella cappella di famiglia a Isola del Gran Sasso. A Vito Saccomandi a Perugia è dedicato un Largo che si trova di fronte alla porta di San Costanzo accanto al complesso monumentale di San Pietro, sede di quella che fu la sua facoltà di Agraria oggi Dipartimento di Scienze Agrarie, Alimentari e Ambientali dell'Ateneo.
Dal 2007 è stato istituito dalla Federazione Italiana Dottori in Agraria e Forestali il Premio Nazionale Qualità Fidaf "Vito Saccomandi".